# Тордо шафрановий
Тордо шафрановий (Xanthopsar flavus) — вид горобцеподібних птахів родини трупіалових (Icteridae).

## Поширення
Вид поширений у південній Бразилії (Санта-Катарина та Ріо-Гранде-ду-Сул), південному Парагваї, Уругваї і північно-східній Аргентині. Його природними середовищами існування є субтропічні або тропічні сухі низинні луки, субтропічні або тропічні сезонно вологі або затоплені низинні луки та пасовища.